# Theridula faceta
Theridula faceta là một loài nhện trong họ Theridiidae.
Loài này thuộc chi Theridula. Theridula faceta được Octavius Pickard-Cambridge miêu tả năm 1894.